# 天主教丘基班巴自治監督區
天主教丘基班巴自治監督區（拉丁語：Praelatura Territorialis Chuquibambensis）是秘魯一個羅馬天主教自治監督區，屬阿雷基帕總教區。
監督區成立於1962年6月5日，包括阿雷基帕大區中部四省。2004年有教友135,647人（佔轄區總人口98.0%）、廿三個堂區、廿四名司鐸。現任監督為馬里奧·布斯克茨·喬達。